# Hombourg-Budange
Hombourg-Budange – miejscowość i gmina we Francji, w regionie Grand Est, w departamencie Mozela.
Według danych na rok 1990 gminę zamieszkiwało 440 osób, a gęstość zaludnienia wynosiła 28 osób/km² (wśród 2335 gmin Lotaryngii Hombourg-Budange plasuje się na 633. miejscu pod względem liczby ludności, natomiast pod względem powierzchni na miejscu 310.).